# 11788 Научний
11788 Нау́чний (11788 Nauchnyj) — астероїд головного поясу, відкритий 21 серпня 1977 року.
Тіссеранів параметр щодо Юпітера — 3,500.